# Pałac w Lubiążu
Pałac w Lubiążu – zabytkowy pałac opacki  we wsi Lubiąż w Polsce, w województwie dolnośląskim, w powiecie wołowskim, w gminie Wołów, przy przeprawie przez Odrę, 54 km od Wrocławia; w zakolu Odry i Młynnej.
Obiekt  wzniesiony w latach 1681–1699 jest częścią zespołu opactwa oo. cystersów – monumentalnego założenia barokowego z lat 1649–1739, jednego z największych i najcenniejszych tego typu w Europie, sekularyzowanego w 1810 roku i zdewastowanego po 1945 roku. Pałac został znacząco przebudowany w latach 1734–1738.